# Tutti Frutti Frozen Yogurt
Tutti Frutti Frozen Yogurt es una cadena minorista estadounidense de yogur helado de autoservicio. Tutti Frutti tiene más de 100 puntos de venta en California y otros estados de EE. UU.

## Historia
Introducido en 2008 a los consumidores de los Estados Unidos, Tutti Frutti Frozen Yogurt se expandió a muchos otros países, incluidos Brasil y Malasia en 2009, los Emiratos Árabes Unidos en 2010 y el Reino Unido en 2011.

### Grupo Naza
Las operaciones de Naza Tutti Frutti incluyen la expansión de la marca en Malasia, Singapur, Tailandia, Camboya y Brunéi. Su primera tienda insignia abrió en octubre de 2009. Para fines de 2009, tenían planes para otras 4 tiendas, 25 puntos de venta para fines de 2010, el doble, para 2012, o 30 puntos de venta para marzo de 2011. En abril de 2012, el número de puntos de venta minorista de Tutti Frutti llegó a 90 en total, 85 de los cuales están ubicados en Malasia.
Aunque nunca había sido parte de sus tarifas de franquicia, tienen planes tentativos para implementar las tarifas de regalías en el año 2015.

### TFUK
Tutti Frutti United Kingdom (TFUK) ingresa al mercado europeo con su primera tienda ubicada en Covent Garden, en el centro de Londres, en diciembre de 2011. A partir de noviembre de 2013, la sucursal de Covent Garden (Londres) está cerrada.
TFUK ha patrocinado previamente a Danny Webb en el Gran Premio de Motociclismo de 2012 en Catar y Brad Binder, piloto de MotoGP.
En la edición de febrero/marzo de 2012 de la revista Better Business del Reino Unido, se presentó como una franquicia con buenas perspectivas.

## Ubicaciones
Según el localizador de tiendas en el sitio web corporativo de Tutti Frutti, Texas, Luisiana y Florida se ubican detrás de California en términos de tener la mayor cantidad de tiendas Tutti Frutti.
A nivel internacional, Tutti Frutti está presente en Australia, Baréin, Brasil, Canadá, Jamaica, Malasia, México, Nigeria y Emiratos Árabes Unidos y estuvo anteriormente en Armenia, Brunéi, Camboya, China, México, Costa Rica, Colombia, República Dominicana, India, Indonesia, Macao, Pakistán, Perú, Filipinas, Rusia, Catar, Singapur, Tahití, Taiwán, Reino Unido y Vietnam.
Debido a una recepción negativa, la entrada de Tutti Frutti en Hong Kong resultó en el cierre de las siete ubicaciones de sus tiendas en Hong Kong y sus alrededores.